# Лука-Барская
Лу́ка-Ба́рская (укр. Лука-Барська) — село на Украине, находится в Барском районе Винницкой области.
Код КОАТУУ — 0520282803. Население по переписи 2001 года составляет 677 человек. Почтовый индекс — 23015. Телефонный код — 4341.
Занимает площадь 0,444 км².
В селе действует храм Покрова Пресвятой Богородицы Барского благочиния Винницкой и Барской епархии Украинской православной церкви.

## Адрес местного совета
23015, Винницкая область, Барский р-н, с. Лука-Барская, ул. Колгоспна

## Известные уроженцы, жители
Винославский, Василий Николаевич (1920, Лука-Барская — 1992) — основатель украинской научной школы по электроснабжению горных предприятий.